# Rati Agnihotri
Rati Agnihotri (Mumbai, 10 dicembre 1960) è un'attrice indiana.
Attrice poliedrica, ha recitato, infatti, in molte lingue, tra cui hindi, telugu, kannada e inglese.
Durante la sua carriera ha avuto anche periodi di scarsa attività.
A Bollywood ha riscosso un discreto successo ed ha ricevuto due nomination ai Filmfare Awards per Ek Duje Ke Liye e Tawaif.

## Filmografia
- Niram Maaratha Pookkal, regia di Bharathi Rajaa (1979)
- Puthiya Vaarpugal, regia di Bharathi Rajaa (1979)
- Maayadhaari Krishnudu, regia di R. Thyagaraajan (1980)
- Punnami Naagu, regia di Raj Shekhar (1980)
- Anbukku Naan Adimai, regia di R. Thyagaraajan (1980)
- Kalinga, regia di V. Somasekhar (1980)
- Murattu Kaalai, regia di S.P. Muthuraman (1980)
- Ullasa Paravaigal, regia di C.V. Rajendran (1980)
- Sahhas, regia di Ravikant Nagaich (1981)
- Ek Duuje Ke Liye, regia di K. Balachander (1981)
- Tirugu Leni Manishi, regia di K. Raghavendra Rao (1981)
- Bhogimanthulu, regia di Vijaya Nirmala (1981)
- Do Dil Diwane, regia di C.V. Rajendran (1981)
- Jagamondi, regia di V. Madhusudan Rao (1981)
- Jeene Ki Arzoo, regia di Rajashekhar (1981)
- Jeevitha Ratham, regia di V. Madhusudan Rao (1981)
- Kazhagu, regia di S.P. Muthuraman (1981)
- Prema Pichchi, regia di C.V. Rajendran (1981)
- Satyam Shivam, regia di K. Raghavendra Rao (1981)
- Swami Dada, regia di Dev Anand (1982)
- Star, regia di Vinod Pande (1982)
- Ayaash, regia di Shakti Samanta (1982)
- Waqt Ke Shehzade, regia di Kukoo Kapoor (1982)
- Shaukeen, regia di Basu Chatterjee (1982)
- Farz Aur Kanoon, regia di K. Raghavendra Rao (1982)
- Johny I Love You, regia di Rakesh Kumar (1982)
- Kaliyuga Ramudu, regia di K. Bapaiah (1982)
- Sumbandh, regia di Shibu Mitra (1982)
- Coolie, regia di Manmohan Desai, Prayag Raj (1983)
- Mazdoor, regia di Ravi Chopra (1983)
- Mujhe Insaaf Chahiye, regia di Rama Rao Tatineni (1983)
- Main Awara Hoon, regia di Ashim S. Samanta (1983)
- Pasand Apni Apni, regia di Basu Chatterjee (1983)
- Rishta Kagaz Ka, regia di Ajay Goel (1983)
- Shubh Kaamna, regia di K. Vishwanath (1983)
- John Jani Janardhan, regia di Rama Rao Tatineni (1984)
- Boxer, regia di Raj N. Sippy (1984)
- Mashaal, regia di Yash Chopra (1984)
- All Rounder, regia di Mohan Kumar (1984)
- Mera Faisla, regia di S.V. Rajendra Singh (1984)
- Paapi Pet Ka Sawaal Hai, regia di Sohanlal Kanwar (1984)
- Rakta Bandhan, regia di Rajat Rakshit (1984)
- Shrimad Virat Veerabrahmendra Swami Charitra, regia di Taraka Rama Rao Nandamuri (1984)
- Dekha Pyar Tumhara, regia di Virendra Sharma (1985)
- Bhavani Junction, regia di H. Dinesh (1985)
- Jaanoo, regia di Jainendra Jain (1985)
- Babu, regia di A.C. Trilogchander (1985)
- Bepanaah, regia di Jagdish Sidana (1985)
- Zabardast, regia di Nasir Hussain (1985)
- Ek Se Bhale Do, regia di S.V. Rajendra Singh (1985)
- Ulta Seedha, regia di Subodh Mukherji (1985)
- Tawaif, regia di B.R. Chopra (1985)
- Pighalta Aasman, regia di Shammi (1985)
- Karishma Kudrat Kaa, regia di Sunil Hingorani (1985)
- Mera Inteqam, regia di S.P.M. Raman (1985)
- Triveni, regia di Rajan Thakur (1985)
- Ek Aur Sikander, regia di Bhaskar Shetty (1986)
- Allah-Rakha, regia di Ketan Desai (1986)
- Begaana, regia di Ambrish Sangal (1986)
- Zindagani, regia di Prabhat Roy (1986)
- Aap Ke Saath, regia di J. Om Prakash (1986)
- Hukumat, regia di Anil Sharma (1987)
- Itihaas, regia di V. Joshi (1987)
- Dadagiri, regia di Deepak S. Shivdasani (1987)
- Dil Tujhko Diya, regia di Rakesh Kumar (1987)
- Mera Suhag, regia di Ajay Sharma (1987)
- Zalzala, regia di Harish Shah (1988)
- Albela, regia di [[]] (1989)
- Jaan-E-Wafa, regia di Rukun (1990)
- Majunu, regia di Ravichandran (2001)
- Yaadein, regia di Subhash Ghai (2001)
- Kuch Khatti Kuch Meethi, regia di Rahul Rawail (2001)
- Kaante, regia di Sanjay Gupta (2002)
- Yeh Hai Jalwa, regia di David Dhawan (2002)
- Na Tum Jaano Na Hum, regia di Arjun Sablok (2002)
- Tum Se Achcha Kaun Hai, regia di Deepak Anand (2002)
- Kranti, regia di Naresh Malhotra (2002)
- Anyar, regia di Lenin Rajendran (2003)
- Chupke Se, regia di Shona Urvashi (2003)
- Kis Kis Ki Kismat, regia di Govind Menon (2004)
- Shukriya: Till Death Do Us Apart, regia di Anupam Sinha (2004)
- Dil Ne Jise Apna Kaha, regia di Atul Agnihotri (2004)
- Gara di cuori... (Kyun! Ho Gaya Na...), regia di Samir Karnik (2004)
- Dev, regia di Govind Nihalani (2004)
- Io & tu - Confusione d'amore (Hum Tum), regia di Kunal Kohli (2004)
- Dukaan: Pila House, regia di Iqbal Durrani (2004)
- Krishna Cottage, regia di Santram Varma (2004)
- 1:1.6 An Ode to Lost Love, regia di Madhu Ambat (2004)
- Faisla, regia di Somnath Sen (2005)
- Pehchaan: The Face of Truth, regia di [[]] (2005)
- Socha Na Tha, regia di Imtiaz Ali (2005)
- Ho Jaata Hai Pyaar, regia di Basit Khan (2005)
- Kaajjal - Sabbki Aankhon Mein Basi, regia di Sandeep Sikcand - serie TV (2006)
- Aisa Kyon Hota Hai?, regia di Ajay Kanchan (2006)
- Mai Baap, regia di Mohanji Prasad (2007)
- Aaynate, regia di Dulal Dey (2008)
- Love Has No Language, regia di Ken Khan (2008)
- Ru-Ba-Ru, regia di Arjun Bali (2008)
- Jimmy, regia di Raj N. Sippy (2008)
- Rama Rama Kya Hai Dramaaa, regia di Chandrakant Singh (2008)
- Phir Kabhi, regia di V.K. Prakash (2008)
- Aao Wish Karein, regia di Glen Barreto (2009)
- Blue Oranges, regia di Rajesh Ganguly (2009)
- Chal Chalein, regia di Ujjwal Singh (2009)
- Luck, regia di Soham Shah (2009)
- Hum Phirr Milein Na Milein, regia di Mannish Goel (2009)
- Karma, Confessions and Holi, regia di Manish Gupta (2009)
- Admissions Open... Do What You Are Born For..., regia di K.D. Satyam (2010)
- Chatur Singh Two Star, regia di Ajay Chandhok (2011)
- Bin Bulaye Baraati, regia di Chandrakant Singh (2011)
- Tomchi, regia di Rajesh Gupta (2012)
- Yeh Jo Mohabbat Hai, regia di Shree Narayan Singh (2012)
- Hum Hai Raahi CAR Ke, regia di Jyotin Goel (2012)
- Diary of a Butterfly, regia di Vinod Mukhi (2012)
- Jaanleva Black Blood, regia di Rakesh Sawant (2012)